# Rallye Monte Carlo 2012

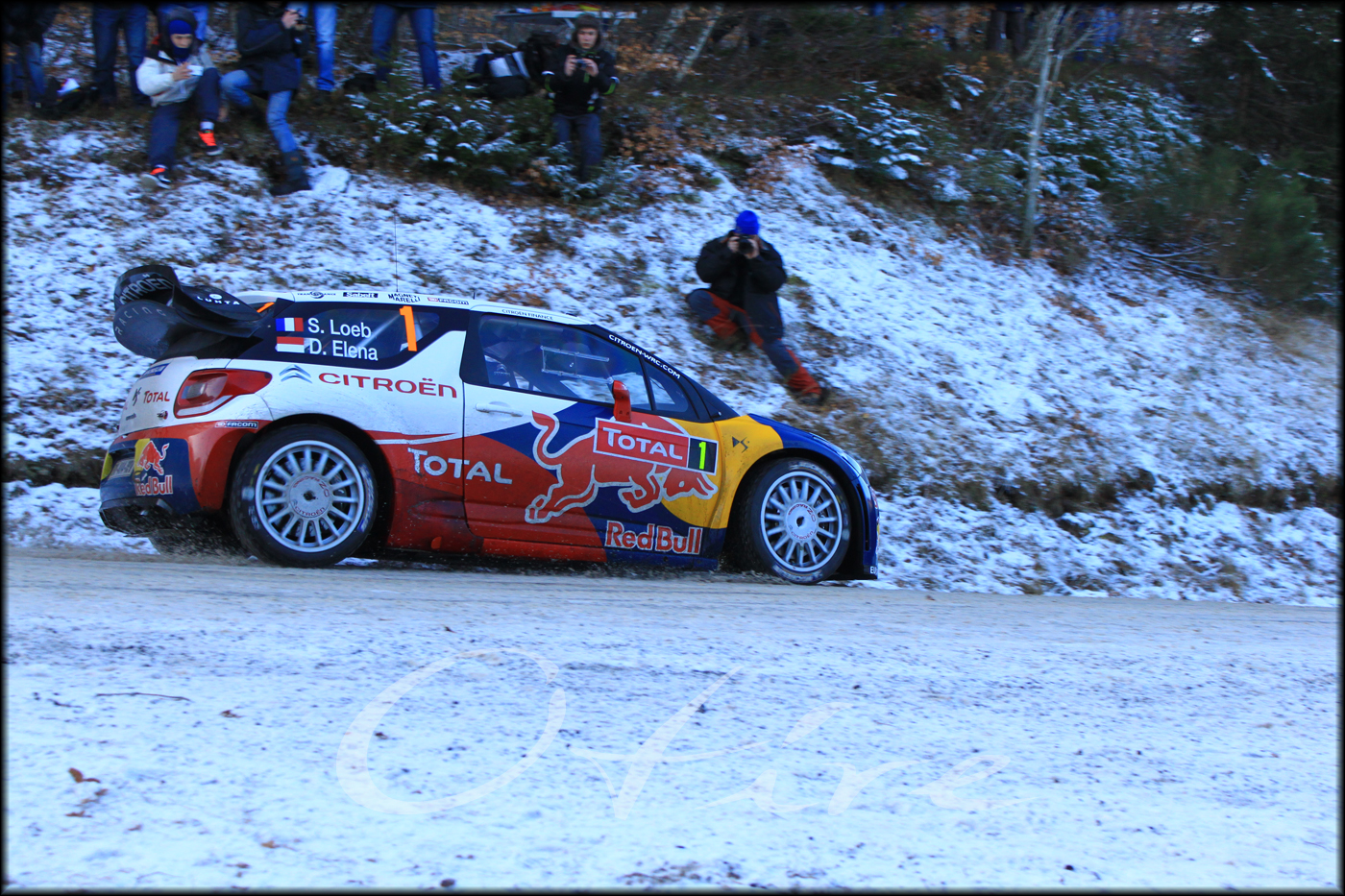
Sébastien Loeb und Daniel Elena bei der Rallye Monte Carlo 2012

Die 80. Rallye Monte Carlo war der erste von 13 FIA-Weltmeisterschaftsläufen 2012. Die Rallye bestand aus 18 Wertungsprüfungen und wurde zwischen dem 17. und dem 22. Januar gefahren.

## Berichte

### 1. Tag (Mittwoch, 18. Januar)
Mit Bestzeit in der ersten und zweiten Wertungsprüfung übernahm Jari-Matti Latvala (Ford) die Führung am Morgen des ersten Tages. Mit einer halben Minute Rückstand folgte Sébastien Loeb im Citroën. Die Reifenwahl war äußerst schwierig, da die Strecke teilweise verschneit war. In der vierten Wertungsprüfung überschlug sich Latvala und schied aus, Loeb übernahm kampflos die Führung. Trotz eines kleinen Unfalls, der in einem Schneewall endete, war Dani Sordo am Ende des Tages auf Platz zwei mit dem MINI klassiert. Dahinter folgten Petter Solberg (Ford) und Sébastien Ogier (Škoda).

### 2. Tag (Donnerstag, 19. Januar)
Loeb und Beifahrer Daniel Elena bauten in den Wertungsprüfungen 5 bis 7 die Führung weiter aus. Solberg und Sordo kämpften um den zweiten Platz, das Duell ging mit 3,7 Sekunden Vorsprung für Solberg aus. Ogier fiel am Nachmittag aus, in einer schnellen Kurve verlor er die Kontrolle über sein Fahrzeug. Das Duell zwischen Sordo und Solberg am Nachmittag war ein hin und her. Nach dem zweiten Tag lag Sordo wieder vor Solberg. Mikko Hirvonen, neuer Teamkollege von Loeb bei Citroën, lag auf dem vierten Rang mit einem Rückstand von 3:40.4 Minuten.

### 3. Tag (Freitag, 20. Januar)
Auch am dritten Tag war die Reifenwahl nicht einfach. Zum Teil waren die Straßen nass, dann vereist und auch Schnee lag bei einigen Wertungsprüfungen. Loeb hatte die optimale Mischung gefunden und baute die Führung weiter aus. Sordo festigte den zweiten Platz, er nahm im Verlauf der zu fahrenden Wertungsprüfungen Solberg über eine Minute ab. In WP 12 hatte Solberg die falschen Reifen gewählt und in WP 13 hatte er einen Reifenschaden. Evgeny Novikov (Ford) lag auf dem fünften Platz nur 5,4 Sekunden hinter Hirvonen.

### 4. Tag (Samstag, 21. Januar)
Weltmeister Loeb verwaltete seinen Vorsprung und stand bereits am Samstag kurz vor seinem sechsten Sieg in Monte Carlo, da am Sonntag nur noch die Power-Stage gefahren wurde. Hirvonen gewann die Wertungsprüfung am Col de Turini und kam mit fortschreitender Fahrpraxis immer besser zurecht mit dem Citroën. Dani Sordo verlor zwar Zeit, konnte aber den zweiten Platz behaupten vor Solberg, der die 16. und 17. Wertungsprüfung gewann. Im Gesamtklassement änderte sich nichts bei den fünf Bestplatzierten.

### 5. Tag (Sonntag, 22. Januar)
Am letzten Tag der Rallye Monte Carlo stand die rund 5 Kilometer lange Power-Stage auf dem Programm. Sébastien Loeb sicherte sich den Sieg dieser Wertungsprüfung und gewann die Rallye, die er bereits ab der 4. WP anführte. Im Ziel hatte Loeb über 2:45 Minuten Vorsprung auf Sordo. Petter Solberg ging als Dritter auf das Siegerpodest der ersten Drei. Der Kommentar des Siegers: „Besser könnte es nicht sein.“

## Klassifikationen

### Endresultat
| 1      | Sébastien Loeb    | Daniel Elena        | Citroën DS3 WRC            | 4:32:39.9 | 00:00.0   | 25 + 3 |
| 2      | Dani Sordo        | Carlos del Barrio   | Mini John Cooper Works WRC | 4:35:25.4 | 02:45.5   | 18     |
| 3      | Petter Solberg    | Chris Patterson     | Ford Fiesta RS WRC         | 4:35:54.1 | 03:14.2   | 15     |
| 4      | Mikko Hirvonen    | Jarmo Lehtinen      | Citroën DS3 WRC            | 4:36:46.7 | 04:06.8   | 12 + 2 |
| 5      | Evgeny Novikov    | Denis Giraudet      | Ford Fiesta RS WRC         | 4:38:43.3 | 06:03.4   | 10 + 1 |
| 6      | François Delecour | Dominique Savignoni | Ford Fiesta RS WRC         | 4:40:27.8 | 07:47.9   | 8      |
| 7      | Pierre Campana    | Sabrina de Castelli | Mini John Cooper Works WRC | 4:41:11.3 | 08:31.4   | 6      |
| 8      | Ott Tänak         | Kuldar Sikk         | Ford Fiesta RS WRC         | 4:43:14.5 | 10:34.6   | 4      |
| 9      | Martin Prokop     | Zdeněk Hrůza        | Ford Fiesta RS WRC         | 4:48:50.6 | 16:10.7   | 2      |
| 10     | Armindo Araújo    | Miguel Ramalho      | Mini John Cooper Works WRC | 4:48:56.5 | 16:16.6   | 1      |
| SWRC   |                   |                     |                            |           |           |        |
| 1 (14) | Craig Breen       | Gareth Roberts      | Ford Fiesta S2000          | 4:57:06.2 | 00:00.0   | 25     |
| PWRC   |                   |                     |                            |           |           |        |
| 1 (30) | Michał Kościuszko | Maciej Szczepaniak  | Mitsubishi Lancer Evo X    | 5:35:14.8 | 0:00:00.0 | 25     |
| 2 (54) | Louise Cook       | Stefan Davis        | Ford Fiesta ST             | 7:02:39.6 | 1:27:24.8 | 18     |

### Wertungsprüfungen
| Tag                                  | WP                                                       | Name                       | Länge    | Start MEZ      | Gewinner           | Beifahrer                  | Auto               | Zeit    | Ø km/h | Leader             |
| ------------------------------------ | -------------------------------------------------------- | -------------------------- | -------- | -------------- | ------------------ | -------------------------- | ------------------ | ------- | ------ | ------------------ |
| Tag 1 (18. Jan.)                     | 1                                                        | Le Moulinon – Antraigues 1 | 36,87 km | 09:03          | Sébastien Loeb     | Daniel Elena               | Citroën DS3 WRC    | 24:04,0 | 91,92  | Sébastien Loeb     |
| Tag 1 (18. Jan.)                     | 2                                                        | Burzet – Saint-Martial 1   | 30,48 km | 10:21          | Jari-Matti Latvala | Mikka Anttila              | Ford Fiesta RS WRC | 21:28,2 | 85,18  | Jari-Matti Latvala |
| Tag 1 (18. Jan.)                     | Service Valence, 12:46 Uhr (30 Min.)                     |                            |          |                |                    |                            |                    |         |        | Jari-Matti Latvala |
| Tag 1 (18. Jan.)                     | 3                                                        | Le Moulinon – Antraigues 2 | 36,87 km | 14:21          | Sébastien Loeb     | Daniel Elena               | Citroën DS3 WRC    | 23:47,0 | 93,01  | Jari-Matti Latvala |
| Tag 1 (18. Jan.)                     | 4                                                        | Burzet – Saint-Martial 2   | 30,48 km | 15:39          | Sébastien Loeb     | Daniel Elena               | Citroën DS3 WRC    | 20:18,2 | 90,07  | Sébastien Loeb     |
| Tag 1 (18. Jan.)                     | Service Valence, 17:52 Uhr (45 Min.)                     |                            |          |                |                    |                            |                    |         |        | Sébastien Loeb     |
| Tag 2 (19. Jan.)                     |                                                          |                            |          |                |                    |                            |                    |         |        | Sébastien Loeb     |
| Service Valence, 07:55 Uhr (15 Min.) |                                                          |                            |          |                |                    |                            |                    |         |        | Sébastien Loeb     |
| 5                                    | Labatie d’Andaure – Lalouvesc 1                          | 19,00 km                   | 09:33    | Sébastien Loeb | Daniel Elena       | Citroën DS3 WRC            | 11:22,5            | 100,22  |        | Sébastien Loeb     |
| 6                                    | Saint-Bonnet – Saint-Julien Molhesabate – Saint-Bonnet 1 | 25,22 km                   | 10:14    | Sébastien Loeb | Daniel Elena       | Citroën DS3 WRC            | 12:37,7            | 119,83  |        | Sébastien Loeb     |
| 7                                    | Lamastre – Gilhoc – Alboussiere 1                        | 21,66 km                   | 11:37    | Sébastien Loeb | Daniel Elena       | Citroën DS3 WRC            | 13:41,8            | 94,88   |        | Sébastien Loeb     |
| Service Valence, 12:57 Uhr (30 Min.) |                                                          |                            |          |                |                    |                            |                    |         |        | Sébastien Loeb     |
| 8                                    | Labatie d’Andaure – Lalouvesc 2                          | 19,00 km                   | 14:50    | Daniel Sordo   | Carlos del Barrio  | Mini John Cooper Works WRC | 11:14,9            | 101,35  |        | Sébastien Loeb     |
| 9                                    | Saint-Bonnet – Saint-Julien Molhesabate – Saint-Bonnet 2 | 25,22 km                   | 15:31    | Sébastien Loeb | Daniel Elena       | Citroën DS3 WRC            | 12:29,6            | 121,12  |        | Sébastien Loeb     |
| 10                                   | Lamastre – Gilhoc – Alboussiere 2                        | 21,66 km                   | 16:54    | Sébastien Loeb | Daniel Elena       | Citroën DS3 WRC            | 14:00,1            | 92,76   |        | Sébastien Loeb     |
| Service Valence, 18:02 Uhr (45 Min.) |                                                          |                            |          |                |                    |                            |                    |         |        | Sébastien Loeb     |
| Tag 3 (20. Jan.)                     |                                                          |                            |          |                |                    |                            |                    |         |        | Sébastien Loeb     |
| Service Valence, 08:44 Uhr (15 Min.) |                                                          |                            |          |                |                    |                            |                    |         |        | Sébastien Loeb     |
| 11                                   | Saint-Jean-en-Royans – Font d’Urle                       | 23,28 km                   | 10:02    | Petter Solberg | Chris Patterson    | Ford Fiesta RS WRC         | 12:08,6            | 115,03  |        | Sébastien Loeb     |
| 12                                   | Cimetière de Vassieux – Col de Gaudissart                | 24,13 km                   | 10:43    | Mikko Hirvonen | Jarmo Lehtinen     | Citroën DS3 WRC            | 15:47,7            | 91,66   |        | Sébastien Loeb     |
| Service Valence, 12:23 Uhr (30 Min.) |                                                          |                            |          |                |                    |                            |                    |         |        | Sébastien Loeb     |
| 13                                   | Montauban sur l’Ouveze – Eygalayes                       | 29,89 km                   | 15:11    | Mikko Hirvonen | Jarmo Lehtinen     | Citroën DS3 WRC            | 17:08,7            | 104,60  |        | Sébastien Loeb     |
| Tag 4 (21. Jan.)                     |                                                          |                            |          |                |                    |                            |                    |         |        | Sébastien Loeb     |
| Service Monaco, 13:15 Uhr (45 Min.)  |                                                          |                            |          |                |                    |                            |                    |         |        | Sébastien Loeb     |
| 14                                   | Moulinet – La Bollène-Vésubie 1                          | 23,41 km                   | 15:11    | Mikko Hirvonen | Jarmo Lehtinen     | Citroën DS3 WRC            | 15:38,4            | 89,81   |        | Sébastien Loeb     |
| 15                                   | Lantosque – Lucéram 1                                    | 18,81 km                   | 15:54    | Petter Solberg | Chris Patterson    | Ford Fiesta RS WRC         | 12:57,0            | 87,15   |        | Sébastien Loeb     |
| Service Monaco, 17:53 Uhr (30 Min.)  |                                                          |                            |          |                |                    |                            |                    |         |        | Sébastien Loeb     |
| 16                                   | Moulinet – La Bollène-Vésubie 2                          | 23,41 km                   | 19:34    | Petter Solberg | Chris Patterson    | Ford Fiesta RS WRC         | 15:45,5            | 89,13   |        | Sébastien Loeb     |
| 17                                   | Lantosque – Lucéram 2                                    | 18,81 km                   | 20:17    | Petter Solberg | Chris Patterson    | Ford Fiesta RS WRC         | 13:05,8            | 86,17   |        | Sébastien Loeb     |
| Service Monaco, 21:32 Uhr (45 Min.)  |                                                          |                            |          |                |                    |                            |                    |         |        | Sébastien Loeb     |
| Tag 5 (22. Jan.)                     |                                                          |                            |          |                |                    |                            |                    |         |        | Sébastien Loeb     |
| Service Monaco, 09:05 Uhr (15 Min.)  |                                                          |                            |          |                |                    |                            |                    |         |        | Sébastien Loeb     |
| 18                                   | Sainte-Agnès – Col de la Madone (Powerstage)             | 5,16 km                    | 10:11    | Sébastien Loeb | Daniel Elena       | Citroën DS3 WRC            | 03:27,8            | 89,39   |        | Sébastien Loeb     |
| Service Monaco, 11:04 Uhr (10 Min.)  |                                                          |                            |          |                |                    |                            |                    |         |        | Sébastien Loeb     |

### Gewinner Wertungsprüfungen
| WP                | Anzahl | Fahrer             | Auto                       |
| ----------------- | ------ | ------------------ | -------------------------- |
| 1, 3–7, 9, 10, 18 | 9      | Sébastien Loeb     | Citroën DS3 WRC            |
| 11, 15–17         | 4      | Petter Solberg     | Ford Fiesta RS WRC         |
| 12–14             | 3      | Mikko Hirvonen     | Citroën DS3 WRC            |
| 2                 | 1      | Jari-Matti Latvala | Ford Fiesta RS WRC         |
| 8                 | 1      | Dani Sordo         | Mini John Cooper Works WRC |

### Fahrer-WM nach der Rallye
| Pos. | Fahrer          | Punkte |
| ---- | --------------- | ------ |
| 1    | Sébastien Loeb  | 28     |
| 2    | Dani Sordo      | 15     |
| 3    | Petter Solberg  | 15     |
| 4    | Mikko Hirvonen  | 14     |
| 5    | Jevgeni Novikov | 11     |

### Team-Weltmeisterschaft
| Pos. | Team             | Punkte |
| ---- | ---------------- | ------ |
| 1    | Citroën WRT      | 37     |
| 2    | Mini WRT         | 26     |
| 3    | M-Sport Ford WRT | 16     |